# Zimpanio Sur
Zimpanio Sur är en ort i Mexiko.   Den ligger i kommunen Morelia och delstaten Michoacán de Ocampo, i den södra delen av landet, 220 km väster om huvudstaden Mexico City. Zimpanio Sur ligger 2 256 meter över havet och antalet invånare är 106.
Terrängen runt Zimpanio Sur är kuperad. Runt Zimpanio Sur är det tätbefolkat, med 493 invånare per kvadratkilometer. Närmaste större samhälle är Morelia, 11,0 km norr om Zimpanio Sur. I omgivningarna runt Zimpanio Sur växer i huvudsak blandskog.